# Uganda Radio Network
Uganda Radio Network (URN) — независимое угандийское новостное агентство, работающее по подписке, со штаб-квартирой в Кампале.

## Структура
Штаб-квартира независимого новостного агентства расположена недалеко от Маванда-роуд, в районе Камвукья в Кампале, столице городе Уганды. Агентство имеет бюро в 14 крупных городских центрах Уганды, включая Кампалу, Аруа, Форт-Портал, Гулу, Хоиму, Джинджу, Кабале, Китгум, Луверо, Масаку, Мбале, Мбарару, Морото и Сороти.

## Обзор
Новостные статьи и программы агентства доступны по ежемесячной подписке в текстовом, аудио- и фотографическом формате на веб-сайте агентства. Агентство предоставляет аудио-, визуальные и печатные новостные репортажи и программы участвующим радиостанциям, телеканалам, газетам и другим печатным СМИ в Уганде.

## Концепция
Помимо сбора, обработки и распространения новостей, URN обучает журналистов, особенно из неблагополучных сообществ, чтобы они могли стать более эффективными посредниками роли сбора и распространения новостей, а так же общественными деятелями.

## Внешние ссылки
- ugandaradionetwork.com — официальный сайт Uganda Radio Networkы